# 狩川站
狩川站（日语：／ Karikawa eki */?）是位於山形縣東田川郡庄内町狩川字今岡112番地，屬於東日本旅客鐵道（JR東日本）的陸羽西線車站。

## 歷史
- 1914年（大正3年）8月16日：車站啟用。
- 1986年（昭和61年）11月1日：成為簡易委託化車站
- 1987年（昭和62年）4月1日：伴隨國鐵分割民營化，車站由東日本旅客鐵道（JR東日本）營運[1]。

## 車站構造

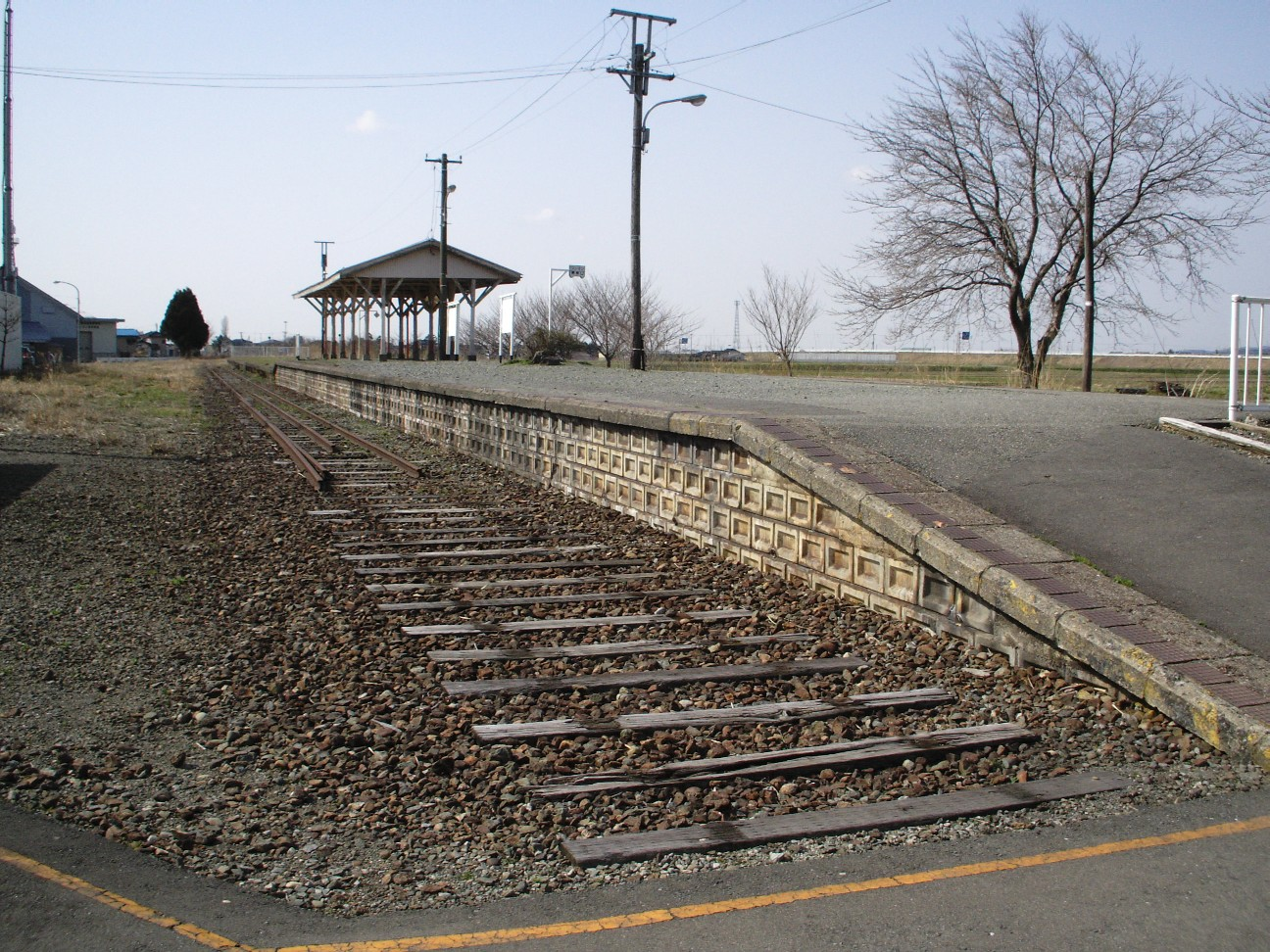
月台（2007年4月）

此站是地面車站。本站曾設有1面2線的島式月台，當時可以進行列車交會。現時只有1面1線的單式月台，只使用舊上行線。此站是由新庄站管理的簡易委託車站。

## 使用狀況
根據「JR東日本」的資料，在2019年度（令和元年度）1日平均乘車人次為54人。
以下列出近年乘車人次變化：
| 年度               | 1日平均 乘車人次 | 參考資料        |
| ------------------ | ---------------- | --------------- |
| 2000年（平成12年） | 147              | [ 利用客数 2 ]  |
| 2001年（平成13年） | 152              | [ 利用客数 3 ]  |
| 2002年（平成14年） | 142              | [ 利用客数 4 ]  |
| 2003年（平成15年） | 133              | [ 利用客数 5 ]  |
| 2004年（平成16年） | 128              | [ 利用客数 6 ]  |
| 2005年（平成17年） | 110              | [ 利用客数 7 ]  |
| 2006年（平成18年） | 107              | [ 利用客数 8 ]  |
| 2007年（平成19年） | 96               | [ 利用客数 9 ]  |
| 2008年（平成20年） | 96               | [ 利用客数 10 ] |
| 2009年（平成21年） | 91               | [ 利用客数 11 ] |
| 2010年（平成22年） | 92               | [ 利用客数 12 ] |
| 2011年（平成23年） | 91               | [ 利用客数 13 ] |
| 2012年（平成24年） | 87               | [ 利用客数 14 ] |
| 2013年（平成25年） | 83               | [ 利用客数 15 ] |
| 2014年（平成26年） | 62               | [ 利用客数 16 ] |
| 2015年（平成27年） | 80               | [ 利用客数 17 ] |
| 2016年（平成28年） | 83               | [ 利用客数 18 ] |
| 2017年（平成29年） | 83               | [ 利用客数 19 ] |
| 2018年（平成30年） | 65               | [ 利用客数 20 ] |
| 2019年（令和元年） | 54               | [ 利用客数 1 ]  |

## 車站周邊
車站北邊設有農田。車站南邊（靠近車站大樓一方）設有住宅區。
- 楯山公園（狩川城蹟）
- 狩川郵局
- 立川風電場（日语：立川ウィンドファーム） - 位於車站北邊，設有許多風力發電風車。
- Windome立川（日语：ウィンドーム立川）

## 相鄰車站
東日本旅客鐵道（JR東日本）
■陸羽西線
□快速「最上川」（上行）
古口←狩川←余目
□快速「最上川」（下行）、■普通
清川－狩川－南野

## 注腳

### 使用狀況
1. 1 2  . 東日本旅客鐵道.   [2020-07-16]. （原始内容存档于2020-10-31） （日语）.
2. ↑  . 東日本旅客鐵道.   [2019-02-22]. （原始内容存档于2017-08-08） （日语）.
3. ↑  . 東日本旅客鐵道.   [2019-02-22]. （原始内容存档于2019-04-02） （日语）.
4. ↑  . 東日本旅客鐵道.   [2019-02-22]. （原始内容存档于2019-04-02） （日语）.
5. ↑  . 東日本旅客鐵道.   [2019-02-22]. （原始内容存档于2019-04-02） （日语）.
6. ↑  . 東日本旅客鐵道.   [2019-02-22]. （原始内容存档于2019-04-02） （日语）.
7. ↑  . 東日本旅客鐵道.   [2019-02-22]. （原始内容存档于2017-08-08） （日语）.
8. ↑  . 東日本旅客鐵道.   [2019-02-22]. （原始内容存档于2019-03-27） （日语）.
9. ↑  . 東日本旅客鐵道.   [2019-02-22]. （原始内容存档于2017-08-08） （日语）.
10. ↑  . 東日本旅客鐵道.   [2019-02-22]. （原始内容存档于2019-04-02） （日语）.
11. ↑  . 東日本旅客鐵道.   [2019-02-22]. （原始内容存档于2019-04-02） （日语）.
12. ↑  . 東日本旅客鐵道.   [2019-02-22]. （原始内容存档于2016-03-27） （日语）.
13. ↑  . 東日本旅客鐵道.   [2019-02-22]. （原始内容存档于2019-03-26） （日语）.
14. ↑  . 東日本旅客鐵道.   [2019-02-22]. （原始内容存档于2019-04-02） （日语）.
15. ↑  . 東日本旅客鐵道.   [2019-02-22]. （原始内容存档于2016-03-04） （日语）.
16. ↑  . 東日本旅客鐵道.   [2019-02-22]. （原始内容存档于2019-03-26） （日语）.
17. ↑  . 東日本旅客鐵道.   [2019-02-22]. （原始内容存档于2017-08-12） （日语）.
18. ↑  . 東日本旅客鐵道.   [2019-02-22]. （原始内容存档于2017-10-01） （日语）.
19. ↑  . 東日本旅客鐵道.   [2019-02-22]. （原始内容存档于2019-03-25） （日语）.
20. ↑  . 東日本旅客鐵道.   [2019-07-24]. （原始内容存档于2020-05-14） （日语）.

## 外部連結
- 車站資訊（狩川）：東日本旅客鐵道（日語）